# Proteuxoa exundans
Proteuxoa exundans là một loài bướm đêm trong họ Noctuidae.